# Злоказово
Злока́зово — село в Кусинском районе Челябинской области. Административный центр Злоказовского сельского поселения.

## География
Расположено примерно в 23 километрах севернее Кусы, рядом с посёлком Никольский и деревней Каскиново. В Злоказово действует одноимённая железнодорожная станция.
Через село протекает река Большая Арша.

## Население
| 2002 | 2010 |
| ---- | ---- |
| 1116 | ↘940 |

По данным Всероссийской переписи, в 2010 году численность населения села составляла 940 человек (455 мужчин и 485 женщин).
Проживают русские, башкиры.

## Улицы
Уличная сеть села состоит из 16 улиц.

## Религия
Православные храмы
- Церковь Троицы Живоначальной